# IJshockey op de Olympische Winterspelen 1984
IJshockey is een van de sporten die beoefend werden tijdens de Olympische Winterspelen 1984 in Sarajevo, Joegoslavië. 
Er waren 12 deelnemende landen voorzien; de 8 landen die deelnamen aan het A-WK 1983, de 2 beste landen van het B-WK 1983, gastland Joegoslavië en de winnaar van de kwalificatiewedstrijd tussen de nummer 3 van het B-WK en de winnaar van het C-WK. De nummer 6 van het A-WK, Oost-Duitsland, besloot niet deel te nemen, vervanger werd B-WK 3de Oostenrijk. Daardoor werd de laatste plaats betwist tussen de nummer 4 van het B-WK, Noorwegen, en de winnaar van het C-WK, Nederland, waarbij Noorwegen zich plaatste (eerste wedstrijd 4-4, tweede wedstrijd 10-2).

## Heren

### Voorronde

#### Groep A
| datum       |  | land                     | score  | land                     |
| ----------- |  | ------------------------ | ------ | ------------------------ |
| 7 februari  |  | Zweden                   | 11 - 3 | Italië                   |
| 7 februari  |  | Sovjet-Unie              | 12 - 1 | Polen                    |
| 7 februari  |  | Joegoslavië              | 1 - 8  | Bondsrepubliek Duitsland |
| 9 februari  |  | Sovjet-Unie              | 5 - 1  | Italië                   |
| 9 februari  |  | Bondsrepubliek Duitsland | 8 - 5  | Polen                    |
| 9 februari  |  | Joegoslavië              | 0 - 11 | Zweden                   |
| 11 februari |  | Zweden                   | 1 - 1  | Bondsrepubliek Duitsland |
| 11 februari |  | Joegoslavië              | 1 - 9  | Sovjet-Unie              |
| 11 februari |  | Italië                   | 6 - 1  | Polen                    |
| 13 februari |  | Sovjet-Unie              | 6 - 1  | Bondsrepubliek Duitsland |
| 13 februari |  | Zweden                   | 10 - 1 | Polen                    |
| 13 februari |  | Joegoslavië              | 5 - 1  | Italië                   |
| 15 februari |  | Sovjet-Unie              | 10 - 1 | Zweden                   |
| 15 februari |  | Joegoslavië              | 1 - 8  | Polen                    |
| 15 februari |  | Bondsrepubliek Duitsland | 9 - 4  | Italië                   |

|   | land                     | Gs | W | G | V | F  | A  | Ptn |
| - | ------------------------ | -- | - | - | - | -- | -- | --- |
| 1 | Sovjet-Unie              | 5  | 5 | 0 | 0 | 42 | 5  | 10  |
| 2 | Zweden                   | 5  | 3 | 1 | 1 | 34 | 15 | 7   |
| 3 | Bondsrepubliek Duitsland | 5  | 3 | 1 | 1 | 27 | 17 | 7   |
| 4 | Polen                    | 5  | 1 | 0 | 4 | 16 | 37 | 2   |
| 5 | Italië                   | 5  | 1 | 0 | 4 | 15 | 31 | 2   |
| 6 | Joegoslavië              | 5  | 1 | 0 | 4 | 8  | 37 | 2   |

#### Groep B
| datum       |  | land              | score  | land             |
| ----------- |  | ----------------- | ------ | ---------------- |
| 7 februari  |  | Canada            | 4 - 2  | Verenigde Staten |
| 7 februari  |  | Finland           | 4 - 3  | Oostenrijk       |
| 7 februari  |  | Tsjecho-Slowakije | 10 - 4 | Noorwegen        |
| 9 februari  |  | Canada            | 8 - 1  | Oostenrijk       |
| 9 februari  |  | Tsjecho-Slowakije | 4 - 1  | Verenigde Staten |
| 9 februari  |  | Finland           | 16 - 2 | Noorwegen        |
| 11 februari |  | Tsjecho-Slowakije | 13 - 0 | Oostenrijk       |
| 11 februari |  | Verenigde Staten  | 3 - 3  | Noorwegen        |
| 11 februari |  | Canada            | 4 - 2  | Finland          |
| 13 februari |  | Canada            | 8 - 1  | Noorwegen        |
| 13 februari |  | Tsjecho-Slowakije | 7 - 2  | Finland          |
| 13 februari |  | Verenigde Staten  | 7 - 3  | Oostenrijk       |
| 15 februari |  | Finland           | 3 - 3  | Verenigde Staten |
| 15 februari |  | Oostenrijk        | 6 - 5  | Noorwegen        |
| 15 februari |  | Tsjecho-Slowakije | 4 - 0  | Canada           |

|   | land              | Gs | W | G | V | F  | A  | Ptn |
| - | ----------------- | -- | - | - | - | -- | -- | --- |
| 1 | Tsjecho-Slowakije | 5  | 5 | 0 | 0 | 38 | 7  | 10  |
| 2 | Canada            | 5  | 4 | 0 | 1 | 24 | 10 | 8   |
| 3 | Finland           | 5  | 2 | 1 | 2 | 27 | 19 | 5   |
| 4 | Verenigde Staten  | 5  | 1 | 2 | 2 | 16 | 17 | 4   |
| 5 | Oostenrijk        | 5  | 1 | 0 | 4 | 13 | 37 | 2   |
| 6 | Noorwegen         | 5  | 0 | 1 | 4 | 15 | 43 | 1   |

### 7e en 8e plaats
| datum       |  | land             | score | land  |
| ----------- |  | ---------------- | ----- | ----- |
| 17 februari |  | Verenigde Staten | 7 - 4 | Polen |

### 5e en 6e plaats
| datum       |  | land                     | score | land    |
| ----------- |  | ------------------------ | ----- | ------- |
| 17 februari |  | Bondsrepubliek Duitsland | 7 - 4 | Finland |

### Finaleronde
Onderlinge voorronderesultaten telden ook mee voor de finaleronde.
| datum       |  | land              | score | land              |
| ----------- |  | ----------------- | ----- | ----------------- |
| 17 februari |  | Tsjecho-Slowakije | 2 - 0 | Zweden            |
| 17 februari |  | Sovjet-Unie       | 4 - 0 | Canada            |
| 19 februari |  | Zweden            | 2 - 0 | Canada            |
| 19 februari |  | Sovjet-Unie       | 2 - 0 | Tsjecho-Slowakije |

|   | land              | Gs | W | G | V | F  | A  | Ptn |
| - | ----------------- | -- | - | - | - | -- | -- | --- |
| 1 | Sovjet-Unie       | 3  | 3 | 0 | 0 | 16 | 1  | 6   |
| 2 | Tsjecho-Slowakije | 3  | 2 | 0 | 1 | 6  | 2  | 4   |
| 3 | Zweden            | 3  | 1 | 0 | 2 | 3  | 12 | 2   |
| 4 | Canada            | 3  | 0 | 0 | 3 | 0  | 10 | 0   |

### Eindrangschikking
| Goud | Zilver | Brons | 4 |
| Sovjet-Unie Vladislav Tretjak Zinetoela Biljaletdinov Sergej Sjepeljev Nikolaj Drozdetski Vjatsjeslav Fetisov Aleksandr Gerasimov Aleksej Kasatonov Andrej Chomoetov Vladimir Kovin Aleksandr Kozjevnikov Vladimir Kroetov Igor Larionov Sergej Makarov Vladimir Mysjkin Vasili Pervoechin Aleksandr Skvortsov Sergej Starikov Igor Stelnov Viktor Tjoemenev Michail Vasiljev | Tsjecho-Slowakije Milan Chalupa Jaroslav Benák Vladimír Caldr František Černík Miloslav Hořava Jiří Hrdina Arnold Kadlec Jaroslav Korbela Jiří Králík Vladimír Kýhos Jiří Lála Igor Liba Vincent Lukáč Dušan Pašek Pavel Richter Jaromír Šindel Radoslav Svoboda Eduard Uvíra Dárius Rusnák Vladimír Růžička | Zweden Thomas Åhlén Per-Erik Eklund Thom Eklund Bo Ericsson Håkan Eriksson Peter Gradin Mats Hessel Michael Hjälm Göran Lindblom Tommy Mörth Håkan Nordin Rolf Ridderwall Jens Öhling Thomas Rundqvist Tomas Sandström Håkan Södergren Mats Thelin Michael Thelvén Mats Waltin Göte Wälitalo     | Canada Darren Eliot Robin Bartel Craig Redmond Doug Lidster James Patrick Dave Tippett Jean-Jacques Daigneault Kevin Dineen Russ Courtnall Dave Gagner Carey Wilson Dan Wood Dave Donnelly Bruce Driver Pat Flatley Kirk Muller Mario Gosselin Warren Anderson Vaughn Karpan Darren Lowe                                |
| 5 | 6 | 7 | 8 |
| Bondsrepubliek Duitsland Andreas Niederberger Udo Kießling Peter Scharf Ernst Höfner Franz Reindl Manfred Wolf Erich Kühnhackl Marcus Kuhl Gerd Truntschka Ignaz Berndaner Harold Kreis Roy Roedger Dieter Hegen Helmut Steiger Ulrich Hiemer Karl Friesen Michael Betz Bernd Englbrecht Manfred Ahne Joachim Reil                                                            | Finland Kari Takko Markus Lehto Pertti Lehtonen Simo Saarinen Arto Ruotanen Timo Jutila Ville Sirén Petteri Lehto Arto Javanainen Risto Jalo Petri Skriko Arto Sirviö Jarmo Mäkitalo Jorma Valtonen Erkki Laine Harri Tuohimaa Anssi Melametsä Raimo Summanen Raimo Helminen Hannu Oksanen                   | Verenigde Staten Marc Behrend Barry Bjugstad Robert Brooke Chris Chelios Steven Griffith Mark Fusco Scott Fusco Paul Guay John Harrington Thomas Hirsch Al Iafrate David A. Jensen David H. Jensen Mark Kumpel Pat LaFontaine Robert Mason Corey Millen Edward Olczyk Gary Sampson Phil Verchota | Polen Andrzej Chowaniec Andrzej Hachuła Andrzej Ujwary Andrzej Zabawa Andrzej Nowak Gabriel Samolej Henryk Gruth Henryk Pytel Jan Piecko Jan Stopczyk Janusz Adamiec Jerzy Christ Krystian Sikorski Leszek Jachna Ludwik Synowiec Marek Cholewa Robert Szopiński Stanisław Klocek Wiesław Jobczyk Włodzimierz Olszewski |
| 9 | 10 | 11 | 12 |
| Italië Lodovico Migliori Thomas Milani Martin Pavlu Norbert Prünster Adolf Insam Adriano Tancon Constant Priondolo David Tomassoni Erwin Kostner Fabrizio Kasslatter Gary Farelli Gerard Ciarcia Gino Pasqualott Grant Goegan John Bellio Marco Capone Michael Mair Michael Mastrullo Norbert Gasser Roberto De Piero                                                         | Oostenrijk Helmut Koren Herbert Pöck Bernard Hutz Ed Lebler Fritz Ganster Giuseppe Mion Helmut Petrik Johann Fritz Kelly Greenbank Konrad Dorn Kuno Sekulic Kurt Haranda Leopold Sivec Martin Platzer Michael Rudman Peter Raffl Rick Cunningham Rudolf König Thomas Cijan                                   | Joegoslavië Andrzej Vidmar Blaž Lomovšek Bojan Razpet Cveto Pretnar Dejan Burnik Drago Horvat Drago Mlinarec Eduard Hafner Gorazd Hiti Igor Beribak Peter Klemenc Ivan Ščap Jože Kovač Marjan Gorenc Matjaž Sekelj Murajica Pajić Mustafa Bešić Tomaž Lepša Vojko Lajovec Zvone Šuvak            | Noorwegen Åge Ellingsen Arne Bergseng Bjørn Skaare Cato Hamre Andersen Erik Kristiansen Erik Nerell Frank Vestreng Geir Myhre Jim Marthinsen Jon-Magne Karlstad Jørn Goldstein Per-Arne Kristiansen Petter Thoresen Roy Johansen Stephen Foyn Sven Lien Trond Abrahamsen Øivind Løsåmoen Ørjan Løvdal Øystein Jarlsbo   |

Antwerpen 1920 · 
Chamonix 1924 · 
St. Moritz 1928 · 
Lake Placid 1932 · 
Garmisch-Partenkirchen 1936 · 
St. Moritz 1948 · 
Oslo 1952 · 
Cortina d'Ampezzo 1956 · 
Squaw Valley 1960 · 
Innsbruck 1964 · 
Grenoble 1968 · 
Sapporo 1972 · 
Innsbruck 1976 · 
Lake Placid 1980 · 
Sarajevo 1984 · 
Calgary 1988 · 
Albertville 1992 · 
Lillehammer 1994 · 
Nagano 1998 · 
Salt Lake City 2002 · 
Turijn 2006 · 
Vancouver 2010 · 
Sotsji 2014 · 
Pyeongchang 2018 · 
Peking 2022

Lijst van olympische medaillewinnaars
Alpineskiën · Biatlon · Bobsleeën · Kunstrijden · Langlaufen · Noordse combinatie · Rodelen · Schaatsen · Schansspringen · IJshockey